# Новоиванковка (Новониколаевский район)
Новоива́нковка (укр. Новоіванківка) — село,
Новоиванковский сельский совет,
Новониколаевский район,
Запорожская область,
Украина.
Код КОАТУУ — 2323683501. Население по переписи 2001 года составляло 377 человек.
Является административным центром Новоиванковского сельского совета, в который, кроме того, входят сёла
Богуновка,
Вольное,
Граничное,
Дудниково,
Каштановка,
Алексеевка и
Петропавловское.

## Географическое положение
Село Новоиванковка находится у истоков реки Любашевка,
на расстоянии в 0,5 км от села Вольное.
Река в этом месте пересыхает, на ней сделана запруда.

## История
- На окраине села обнаружено аланское погребение (IV—VI вв. н. э.).
- 1823 год — дата основания как село Ивановка, затем переименовано в Вольная Слобода.

## Экономика
- «Украина», ООО.

## Объекты социальной сферы
- Школа.
- Дом культуры.
- Фельдшерско-акушерский пункт.